# الزمامرة
خميس الزمامرة أو الزَمامِرة مدينة مغربية غرب المملكة. تنتمي الزمامرة لإقليم سيدي بنور بين مدينتي الجديدة وآسفي. تضم هذه المدينة 11.896 نسمة (إحصاء 2004).

## الموقع الجغرافي
تقع مدينة الزمامرة في الوسط المغربي يحدها إقليم الجديدة شمالا وإقليم سيدي بنور شرقا وإقليم آسفي من الضفة الجنوبية والمحيط الأطلسي غربا وتبتعد عن العاصمة الاقتصادية الدار البيضاء بحوالي 175 كم وعن العاصمة الإدارية الرباط ب 220 كم جنوبا.
موقعها الاستراتيجي الطريق الوطنية رقم واحد يجعلها منفتحة على جميع المدن السياحية والاقتصادية.

## البنية التحتية
شهدت إعادة هيكلة جذرية، حيث تم تعبيد الطرق وتجهيزها بإضاءة لائقة تضفي عليها طابع الأمان والاستقرار.
أيضا تشييد حدائق وساحات كبرى عمومية أهمها 9 مارس حي النهضة والانبعاث حي الشباب...بالإضافة إلى مستشفى كبير بحي النهضة ومستوصفا بحي السلام وحي المحمدي.
والأعمال سارية المفعول لإنشاء مشاريع ضخمة من قبيل قاعة رياضية مغطاة متعددة التخصصات مع إعادة هيكلة ملعب أحمد شكري ليصبح عصري بأرضية العشب الاصطناعي المرخصة.

## بعض الأحياء

### حي النهضة
من أهم الأحياء لقربه من جميع المتطلبات اليومية كالتطبيب والتدريس بجميع مستوياته والمكاتب الإدارية مع وجود محلات تجارية عديدة و قربه من السوق الأسبوعي أيضا.
يمكن القول أنه القلب النابض بالمدينة.

### الحي المحمدي
أو كما يصطلح عليه عاميا «بلوك» بقرب من النهضة مركز الزمامرة.

### حي السلام
أو الحي الصناعي الذي يضم عدة حرف وصناعات متنوعة وهو أقدم حي ينقسم لشطرين الأول والثاني.

### حي الشباب
مكون من فلل متوسطة الحجم وإلى كبيرة بعيدة عن الصخب ويعرف بعدم وجود محلات البيع.

### الحي الفلاحي ولاسيتي
يجتمعان تقريبا في نفس التصميم منازل بحديقة صغيرة تشترك في كونها من أصل الشركات الأولى فلاحية والثانية صناعة قصب السكر الذي كان بالمدينة سابقا.